# Carnot (Zentralafrikanische Republik)
Carnot ist die viertgrößte Stadt der Zentralafrikanischen Republik. Sie ist die Hauptstadt der 2020 neugegründeten Präfektur Mambéré im Westen des Landes und hat 129.032 Einwohner (2022). Carnot liegt auf einer Höhe von etwa 530 m am östlichen Ufer des Flusses Mambéré, der an der Grenze zu Kamerun entspringt und zum Einzugsgebiet des Kongo gehört.

## Verkehr
Durch Carnot führt die Route Nationale 6, die im Westen an der Grenze zu Kamerun beginnt und dort Anschluss an die kamerunische N10 hat. In Richtung Osten führt die Route Nationale 6 über 423 Kilometer bis in die Hauptstadt Bangui. Einige Kilometer östlich von Carnot beginnt die knapp 100 Kilometer lange Route Nationale 11, die in Richtung Norden nach Baoro führt. Der Flugplatz Carnot liegt am Südostrand der Stadt.

## Geschichte
Die Stadt wurde 1894 vom französischen Militär gegründet und nach dem im gleichen Jahr getöteten französischen Präsidenten Marie François Sadi Carnot benannt. In den 1910er Jahren gehörte sie kurzzeitig zum deutschen Kolonialgebiet Neukamerun. Seit 2020 ist sie die Hauptstadt der Präfektur Mambéré, vorher war sie Teil der Präfektur Mambéré-Kadéï, aus der die Präfektur Mambéré ausgegliedert wurde.

### Bürgerkrieg
2014 übernahm die christliche Rebellengruppe Anti-Balaka die Stadt von der muslimischen Rebellengruppe Séléka. Infolgedessen kam es zu Gewalt gegen muslimische Bewohner und neutrale Stellen, die vor Ort arbeiten, wie die Kirche oder Ärzte ohne Grenzen, sowie zu Vertreibung von Bewohnern der Stadt.
Im Zuge der Präsidentschaftswahl in der Zentralafrikanischen Republik 2020/21 kam es landesweit zu Angriffen von Rebellengruppen auf Städte in der Zentralafrikanischen Republik. So wurde auch Carnot im Dezember 2020 von der Rebellengruppe CPC angegriffen; die Angreifer plünderten einige Häuser und verbrannten Wahlzettel. Nach einigen Tagen zogen sie sich wieder zurück.